# Oligonychus yasumatsui
Oligonychus yasumatsui är en spindeldjursart som beskrevs av Ehara och Wongsiri 1975. Oligonychus yasumatsui ingår i släktet Oligonychus och familjen Tetranychidae. Inga underarter finns listade i Catalogue of Life.